# 101-ша повітрянодесантна дивізія (США)
101-ша пові́трянодеса́нтна диві́зія а́рмії США (англ. 101st Airborne Division (Air Assault)) — елітне військове з'єднання повітрянодесантних військ США. Засноване 15 серпня 1942 року, як повітрянодесантна дивізія Збройних сил США у фортові Кемп-Клейборн, Луїзіана. Також відоме під назвою Клекотливі орли (англ. the Screaming Eagle), відповідно до емблеми.
Дивізія має унікальну модульну структуру піхотної дивізії, але призначена для виконання спеціальних завдань, в ролі десантно-штурмового з'єднання армії США з використанням вертольотів. Тому, дивізія має унікальну організаційно-штатну структуру, в ній за штатом знаходиться 2 бригади армійської авіації.
Під час Другої світової війни дивізія була повітрянодесантною і прославилася в Нормандській, Голландській повітрянодесантних операціях і в оборонних битвах в ході Арденнської операції. У В'єтнамській війні 101-ша дивізія діяла як ударне аеромобільне з'єднання, пізніше ставши повітряно-штурмовою.
Багато ветеранів сучасних воєн і конфліктів є випускниками десантно-штурмової школи Армії США (англ. U.S. Army Air Assault School) і носять Десантно-Штурмовий значок (англ. Air Assault Badge). Штаб-квартира дивізії знаходиться у Форт Кемпбелл, штат Кентуккі і підрозділи дивізії проходять службу в Іраку та Афганістані.

## Формування
101-ша повітрянодесантна дивізія була сформована 16 серпня 1942 року у форті Кемп-Клейборн, штат Луїзіана. 19 серпня, її перший командир — батько повітрянодесантних військ США — генерал-майор Вільям Лі, виступаючи перед молодими рекрутами-добровольцями дивізії, сказав:

| «дивізія ще не має своєї історії, але на неї чекає рандеву з долею…» Оригінальний текст (англ.) «"no history but had a rendezvous with destiny…" |

План десантування 101-ї та 82-ї дивізій у ході операції «Нептун»

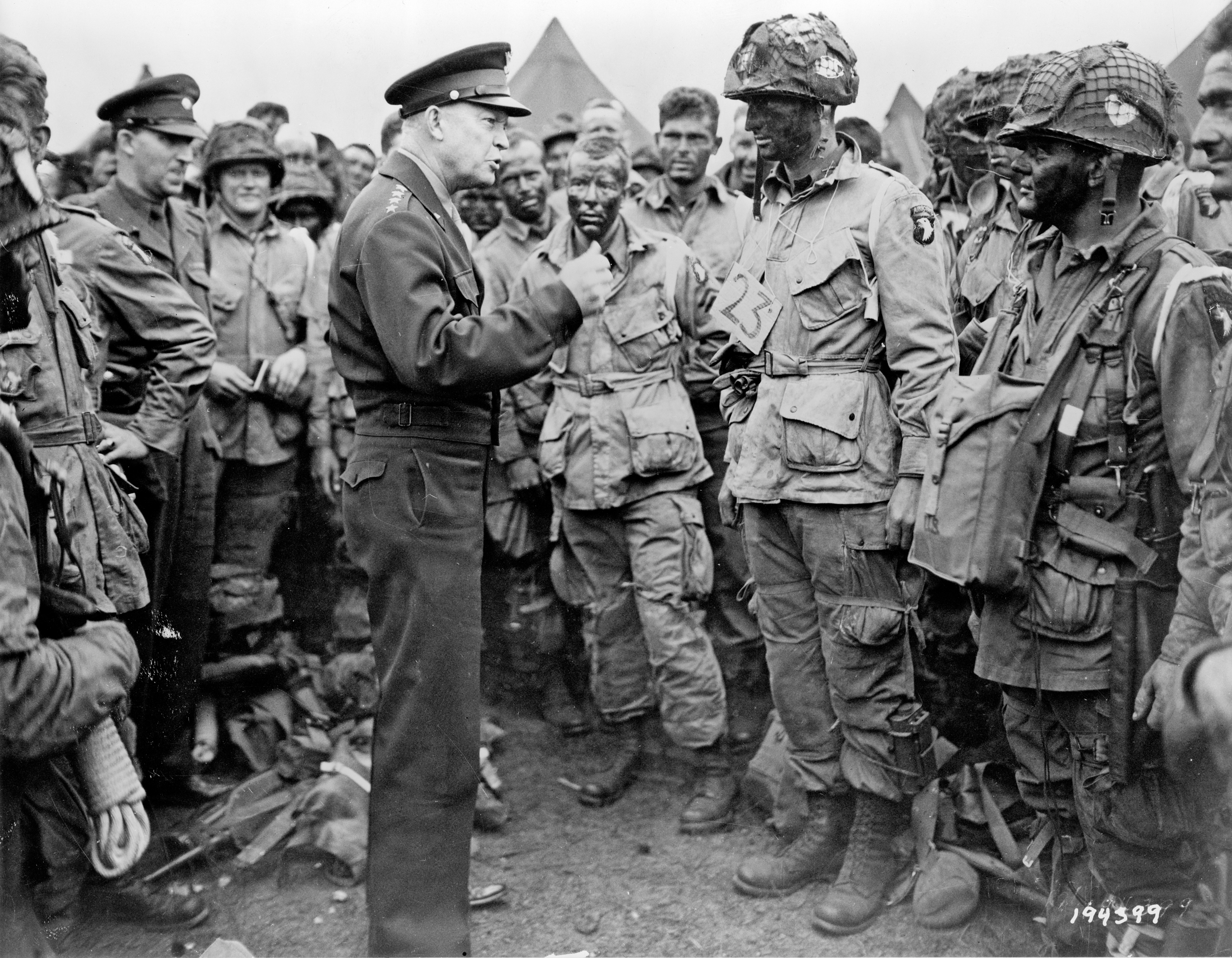
Верховний Головнокомандувач союзними військами в Європі генерал Ейзенхауер веде бесіду з десантниками роти «Е» 502-го парашутно-десантного полку перед початком операції у Нормандії. 20:30 5 червня 1944

## Нормандська операція
Головними завданнями, що покладалися на 101-шу дивізію були захоплення та утримання 4-х головних виходів із морського узбережжя, що з'єднували плацдарм «Юта» через затоплені ділянки місцевості з півостровом, знищення берегової артилерійської батареї в Сен-Мартен-де-Варревіль, захоплення комплексу будівель у Мезірес, що, як вважалося, слугував командним пунктом та казармами артилеристів, захоплення важливої дамби Ла-Багет на Дуві, що мала стратегічне значення для успіху операції, знищення мостів через Дув у Сен-Ком-дю-Мон, утримання захопленої долини в закруті річки Дув. Принагідно частинам дивізії ставилося завдання повсюдно порушувати систему управління військами німців, виводити з ладу елементи інфраструктури, щоб ускладнити можливості противника маневрувати резервами, міцно закріпитися на лінії між плацдармом та Валонь, зачистити територію, яка захоплена, та надалі з'єднатися з підрозділами 82-ї дивізії.

### Операція «Олбані»

Десантування підрозділів 101-ї дивізії в ході операції «Нептун». Операція «Олбані». 6 червня 1944

Карта бойових дій 101-ї та 82-ї пдд в ході операції «Нептун». 6 червня 1944

Дивізія була першим американським з'єднанням, що ступило на землю Франції в ході вторгнення в Західну Європу. 101-й повітрянодесантній дивізії була визначена місія «Олбані», що проводилася одночасно з висадкою 82-ї повітрянодесантної дивізії з 00:48 до 01:40 6 червня 1944. 6 928 десантників дивізії знаходилися на борту 432 військово-транспортних літаків С-47 «Скайтрейн», організованих у 10 серій.
Дивізія мала 3 зони висадки, що знаходилися на однієї лінії північніше міста Карантан, уздовж смуги висадки морського десанту на плацдарм «Юта» та позначалися літерами (з півночі на південь) DZ A (502-й парашутно-десантний полк), DZ C (506-й пдп із 3-м парашутно-десантним батальйоном 501-го пдп) та DZ D (501-й пдп із 3-м пдп 506-го пдп) (зона висадки DZ B планувалася для висадки 501-го пдп, але 27 травня у зв'язку зі зміною обстановки ціль скоригували).
Безпосередньо в районі запланованих бойових дій 101-ї дивізії противник, за даними союзної розвідки, мав у своєму розпорядженні — 3-й батальйон 1058-го гренадерського полку 91-ї авіапольової дивізії в районі Сен-Ком-дю-Мон, 919-й гренадерський полк 709-ї піхотної дивізії в тиловій зоні плацдарму «Юта», 191-й артилерійський полк 91-ї авіапольової дивізії, озброєний 105-мм гірськими гаубицями, та 6-й парашутний полк 2-ї парашутної дивізії Люфтваффе.
У ході проведення місії «Олбані» десантування наразилося на завзятий вогонь зенітних засобів ППО Вермахту, що спричинило велике розсіювання десантників на величезній площі, яка щонайменше удвічі перевищувала заплановану. Дивізія повинна була виконати отримані завдання протягом однієї доби — 6 червня, проте через великі складнощі виконання цих задач тривало протягом 4 діб, не зважаючи навіть на те, що наступного дня дивізія отримала ще 2300 десантників, що висадилися планерами.
Перший ешелон 502-го парашутно-десантного полку під командуванням полковника Джорджа Мослі, який прямував у напрямку DZ A, був висаджений із великими помилками через труднощі, що виникли на останньому етапі перельоту. 2-й батальйон полку десантувався доволі компактно, але на значній відстані від зони висадки. Командир батальйону, підполковник Стів Чаппуіс, зміг швидко зорієнтуватися та захопити берегову батарею противника, яка була сильно пошкоджена попереднім бомбардуванням із повітря. Решта підрозділів 502-го парашутно-десантного полку з підрозділами 377-го окремого артилерійського дивізіону (70 із 80 бортів) під командуванням підполковника Бенджаміна Вейсберга також приземлилася на величезній площі поза межами запланованого району ведення бойових дій. Дехто навіть приземлився на відстані до 40 км від зони висадки. Однак вміло діючи на місцевості, підрозділи змогли зосередитися та практично виконати свої завдання протягом дня. Так зранку був захоплений Сен-Мартен-де-Варревіль, казарми у Месірес та вихід з пляжу № 3. Десантники блокували підходи до району десантування з північного напрямку на ділянці Фукарвіль — Безвіль-о-Плен. Після проведення розвідки на місцевості командування полку доповіло, що вихід № 4 знаходиться під перехресним вогнем артилерії противника, тому було рекомендовано уникнути використання цього проходу.
Друга хвиля літаків, яка десантувала 506-й парашутно-десантний полк дивізії під командуванням полковника Роберта Сінка під вогнем зенітної артилерії противника в складних метеоумовах розпалася на дрібні групи і, як результат цього, десант був розкиданий по всьому півострову. Із 87 літаків 3 С-47 було збито зенітним вогнем противника. Дві третини 1-го батальйону полку десантувалися безпосередньо в призначеній зоні висадки DZ С у Сент-Марі-дю-Мон. 2-й пдб був скинутий значно північніше, в районі дії 101-ї дивізії у Сент-Мер-Егліз, і вступив у бій біля маленького хутора Шемінь у виходу з пляжу, який вів до моря. 3-й батальйон 501-го полку, що також десантувався на DZ C із 506-м полком, також був широко розкиданий на всьому узбережжі Нормандії, проте воїни батальйону змогли пробитися до Поупвіля та протягом 6 годин вели запеклий бій з німцями, утримуючи підступи до нього, доки передові підрозділи 4-ї піхотної дивізії не змогли вийти та з'єднатися з повітряним десантом.
Один із підрозділів 506-го парашутно-десантного полку зі складу роти «Е» під командуванням першого лейтенанта Річарда Вінтерса зміг швидко організуватися та, вміло використовуючи раптовість, атакувати, і знищити німецьку артилерійську батарею 105-мм гаубиць. Цей бойовий епізод був зображений у телевізійному серіалі «Бойове братерство».
| Серія | Підрозділ                               | Формування ВТА             | Кіл-сть літаків C-47 | Аеродром зльоту (база ВПС) | Площадка приземлення | Час десантування |
| 1     | Патфайндери                             | 1-й загін патфайндерів ВТА | 3                    | Норт-Вітхам                | A                    | 00:20            |
| 2     | Патфайндери                             | 1-й загін патфайндерів ВТА | 3                    | Норт-Вітхам                | C                    | 00:25            |
| 6A    | Патфайндери                             | 1-й загін патфайндерів ВТА | 2                    | Норт-Вітхам                | C                    | 00:27            |
| 3     | Патфайндери                             | 1-й загін патфайндерів ВТА | 3                    | Норт-Вітхам                | D                    | 00:35            |
| 7     | 2 пдб 502-го пдп                        | 438-ма тактична група ВТА  | 36                   | Грінхем Коммон             | A                    | 00:48            |
| 8     | 3 пдб 502-го пдп                        | 438-ма тактична група ВТА  | 45                   | Грінхем Коммон             | A                    | 00:50            |
| 9     | 1 пдб 502-го пдп                        | 436-та тактична група ВТА  | 36                   | Мембрі                     | A                    | 00:55            |
| 10    | 377-й адн                               | 436-та тактична група ВТА  | 54                   | Мембрі                     | A                    | 01:08            |
| 11    | 1 пдб 506-го пдп                        | 439-та тактична група ВТА  | 45                   | Апоттері                   | C                    | 01:14            |
| 12    | 2 пдб 506-го пдп                        | 439-та тактична група ВТА  | 36                   | Апоттері                   | C                    | 01:20            |
| 13    | 3 пдб 501-го пдп Командування 101-ї пдд | 435-та тактична група ВТА  | 45                   | Велфорд                    | C                    | 01:20            |
| 14    | 1 пдб 501-го пдп                        | 441-ша тактична група ВТА  | 45                   | Меріфілд                   | D                    | 01:26            |
| 15    | 2 пдб 501-го пдп                        | 441-ша тактична група ВТА  | 45                   | Меріфілд                   | D                    | 01:34            |
| 16    | 3 пдб 506-го пдп Рота «C» 326-го іб     | 440-ва тактична група ВТА  | 45                   | Ексетер                    | D                    | 01:40            |

501-й парашутно-десантний полк (без 3-го батальйону) під командуванням полковника Говарда Джонсона, із 3-м батальйоном 506-го полку, втративши 6 літаків від зенітного вогню, десантувався найбільш влучно в зону висадки DZ D. 94 із 132 бортів змогли приземлитися у визначеній зоні або на незначній відстані від неї. Проте відразу після приземлення десант потрапив під заздалегідь пристріляний перехресний вогонь кулеметів та мінометів німців, втрачаючи людей ще до того, як вони змогли звільнитися від парашутів. У перші хвилини бою 2 командира батальйонів із 3 були вбиті. Вцілілий командир батальйону підполковник Роберт Баллагд, зібравши 250 чоловік, вивів їх з-під вогню та вирушив у напрямку на головний об'єкт захвату — міст через Дув біля Сен-Ком-дю-Мон. Не доходячи кілометра від мосту американці зіткнулися з передовими загонами 3-го батальйону 1058-го гренадерського полку та вступили в бій.
Командир 501-го полку полковник Ховард Джонсон, зібравши 150 десантників до 4 годин ранку, успішно захопив один із ключових об'єктів 101-ї дивізії — дамбу Ла-Багет (фр. la Barquette lock), у ніжній течії Дуву, який слугував центром меліоративної системи та відіграв значну роль в оборонних планах Вермахту. До 4:30 також були захоплені два пішохідні мости біля Ле-порте. Надалі полковник Джонсон доклав зусиль, щоб організувати міцну оборону, зосереджуючи війська у визначеному районі для атаки міста Сен-Ком-дю-Мон, але, незважаючи навіть на артилерійську підтримку корабельною артилерією важкого крейсера «Квінсі», задача не була виконана. Полк не зміг із ходу захопити Сен-Ком-дю-Мон і був вимушений вести тривалі бої.
327-й планерно-десантний полк під командуванням полковника Джорджа Веа приземлився на території Нормандії на світанку з початком вторгнення основних сил морського десанту — 4-ї піхотної дивізії — на плацдарм «Юта». Третій батальйон (1/401-го планерно-десантного полку) висадився невдовзі після полудня. Артилерія дивізії, яка десантувалася, внаслідок розкидання на значній відстані втратила усі артилерійські системи за винятком однієї.

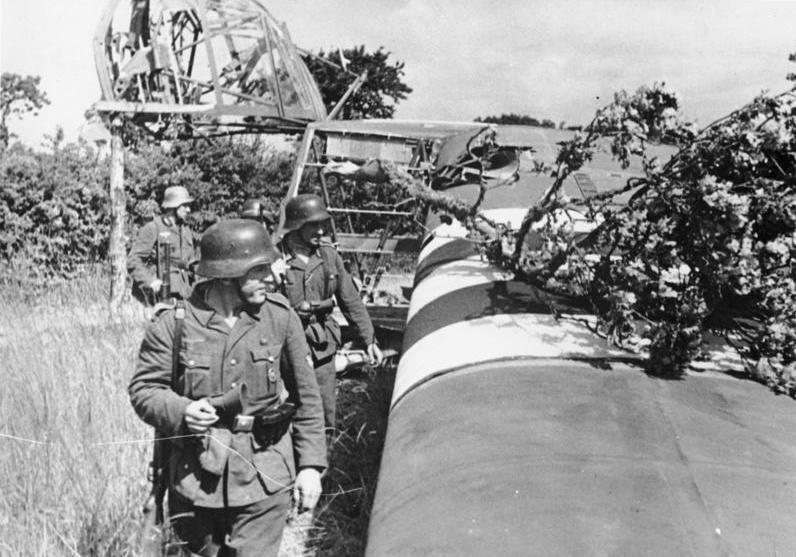
Німецькі солдати біля планера, що приземлився. Червень 1944

Командир 101-ї дивізії генерал-майор Максвелл Тейлор протягом півгодини був один на полі бою, розшукуючи будь-кого зі своїх семи тисяч солдатів і офіцерів. Згодом генерал розповідав, що якби він у ту ніч задумався віддати який-небудь наказ, то єдиними живими істотами, які б його почули, були б корови, що паслися на галявині. Він почував себе настільки пригніченим цією самотою, що коли нарешті йому зустрівся настільки ж самотній парашутист, то вони буквально кинулися один одному в обійми. О 6 годин ранку командир дивізії досяг із військами, які скомпонувалися по ходу руху до розмірів роти, ключового пункту Поуппвіль, де розташовувався штаб дивізії.
Наприкінці «Дня Д» генерал Тейлор зміг зібрати під своїм командуванням 2500 чоловік із 6000, що десантувалися. Дивізія була розосереджена трьома великими групами, більша частина з них знаходилася в району збору 506-го полку у н.п. Куловіль. Хоча дві успішні висадки планерного десанту додатково доставили на поле бою 327-й планерний полк, лише один батальйон зміг вийти на зв'язок із командуванням дивізії.
Підсумком доби боїв стало захоплення та утримання виходів із пляжу та з'єднання з підрозділами 4-ї піхотної дивізії. Поруч із цим, одне з головних завдань — виведення з ладу шосейного мосту через Дув, через який німці мали можливість прорватися танковими підрозділами до району дій десантників та плацдарму — залишалося невиконаним. Оцінивши обстановку, що склалася, генерал Тейлор вирішив зосередити головні зусилля на виконанні цього завдання, для чого організував перегрупування 4-х батальйонів із завданням зранку атакувати та знищити міст.

### Подальші бойові дії на нормандській землі
Через 24 години після початку вторгнення на землю Франції, лише 2 500 військовослужбовців 101-ї повітрянодесантної дивізії з числа 6 000, що десантувалися уночі 6 червня, були зібрані під контролем дивізійного командування. Дивізія в цей час, силами 501-го полку поступово здійснила оточення міста Сен-Ком-дю-Мон, відбила контратаку 6-го німецького парашутного полку й поступово зміцнила свої позиції на захоплених рубежах.
9 червня дивізія отримала наказ командира VII корпусу на початок операції по захвату Карантана. 11 числа 502-й полк при підтримці 327-го планерного полку атакував місто, через добу завзятих боїв командування дивізії на допомогу виставило 506-й полк, який прорвав оборону німецьких військ й увірвався в Карантан.
Зранку 13 червня війська Вермахту, при підтримці танків, штурмових гармат 37-го танкового полку СС 17-ї танкової дивізії СС, а також 3-го батальйону десантників 6-го парашутного полку, контратакували з південно-західного напрямку підрозділи 101-ї дивізії в місті. Американці вимушені були відступити на лівому фланзі, тоді союзники кинули в бій свіжу 2-гу бронетанкову дивізію для відбиття контратаки німців.

Останні приготування американських парашутистів до десантування

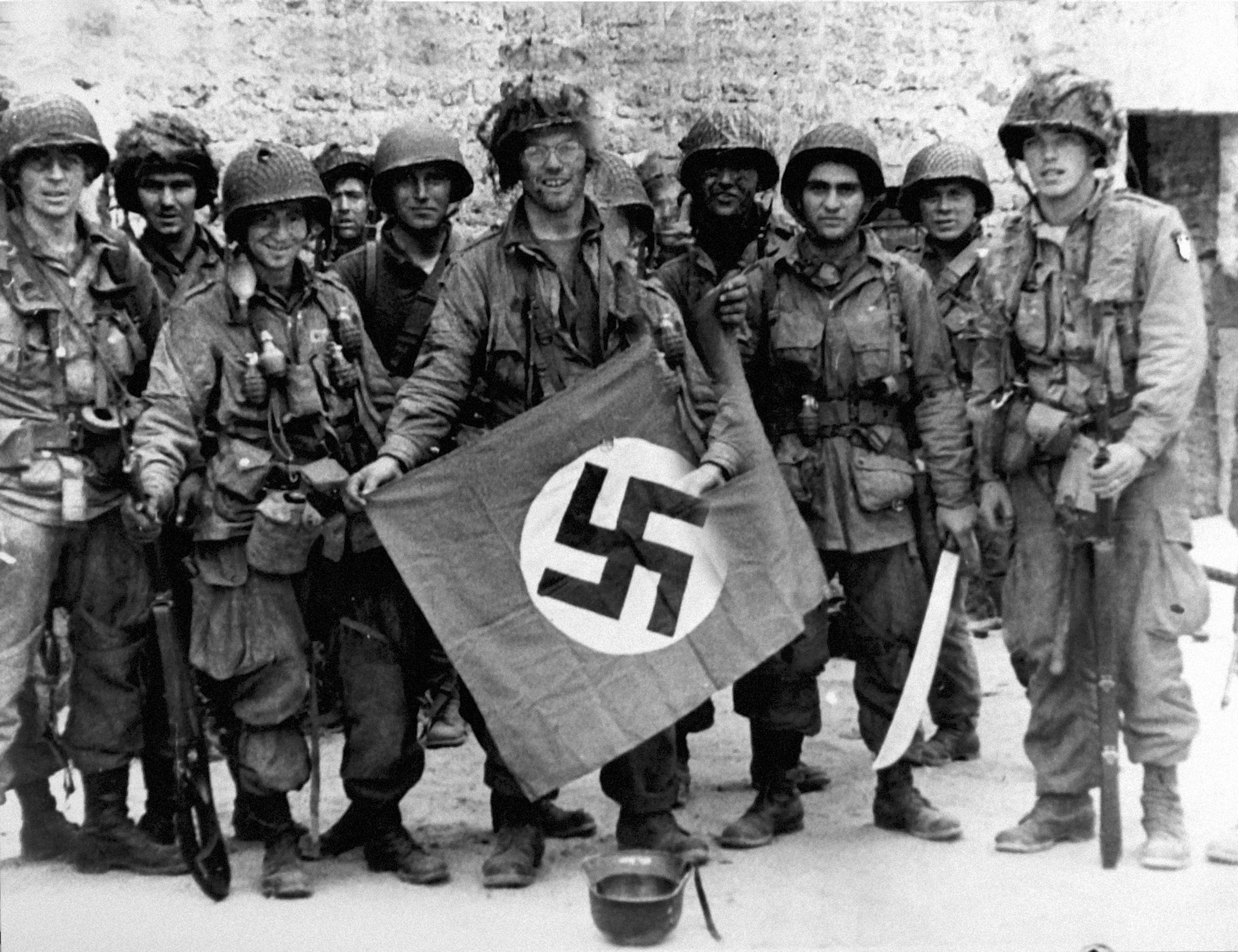
Підрозділи 101-ї дивізії із захопленим німецьким прапором. Нормандська операція. 1944

15 червня 101-ша дивізія була передана до складу VIII американського корпусу, який закінчив передислокацію на землю Франції, та знаходилася на півострові до моменту свого повернення на Британські острови на доукомплектування.
У «День Д» серед особового складу десанту за даними на серпень 1944 було встановлено втрату 1 240 військовослужбовців 101-ї дивізії (182 — вбитих, 557 — поранених, 501 — зниклих безвісти). За час Нормандської операції до моменту виведення з бою втрати дивізії складали: 4 670 військовослужбовців (546 — вбитих, 2 217 — поранених, 1 907 — зниклих безвісти).

## Голландська повітрянодесантна операція
Згідно з замислом операції «Маркет», 101-ша повітрянодесантна дивізія (командир дивізії генерал-майор Максвел Тейлор) отримала бойову задачу: десантуватися з глибиною десантування близько 25 км, захопити та утримувати до підходу головних сил 2-ї британської армії мости поблизу Ейндговену та Вегхеля.

### Зона висадки 101-їпддСША
101-ша пдд десантувалася із завданням захоплення п'яти мостів через три канали і дві річки в районах Вегеля і Ейндговена. Така велика кількість об'єктів захоплення одночасно, вимагала розпилення сил дивізії. Враховуючи складності виконання задачі окремими групами не зв'язаними між собою, які не в змозі були надати одна одній допомогу, а також в силу неясності розташування німецьких резервів і їх чисельності, командир 101-ї пдд вирішив висадити дивізію відносно компактно у межиріччі і звідти послідовно вирішувати задачі із захоплення спочатку найвіддаленіших від фронту і найважливіших об'єктів. У подальшому, по мірі зачищення від противника основного району передбачалось відділення частини сил для сприяння наступаючим з фронту військам з метою захоплення ближчих до них мостів у великому місті Ейндговен, оволодіння яким без підтримки артилерії наступаючих військ з фронту бралося під сумнів.
Виконуючи своє бойове завдання 101-ша повітрянодесантна дивізія американців генерала Тейлора подолала опір незначних підрозділів охорони німців та захопила 4 з 5-ти мостів у визначеному районі ведення бойових дій. П'ятий міст під містом Сон північніше Ейндговену був підірваний солдатами Вермахту, коли парашутисти тільки наблизились до нього.
На другій день 101-ша повітрянодесантна дивізія втративши міст біля Сону, безуспішно намагалася захопити другий міст навколо Бесту. Часткою сил вона продовжувала просування на південь і врешті-решт вийшла на північну околицю Ейндговену, де пополудні зустрілася з розвідувальними підрозділами ХХХ корпусу. Командування дивізії доповіло про ситуацію, що склалася, та рішення на встановлення механізованого мосту Бейлі. Частини ХХХ корпусу пройшли через Ейндговен, та розташувалися на півдні від Сону.
За дві доби з моменту початку операції головні сили просунулися лише до першого водного рубежу, головні інженерні споруди у Неймегені та Арнемі залишалися в руках солдат Вермахту.
Третього дня частини 101-ї повітрянодесантної дивізії США зазнали атак з боку ворожої авіації, проте після цього успішно змонтували та встановили механізований міст Бейлі, забезпечивши цим переправу через Канал Вільгельміни.

## Бойовий склад дивізії часів Другої світової[9]
- Штаб дивізії
- 327-й планерно-десантний полк

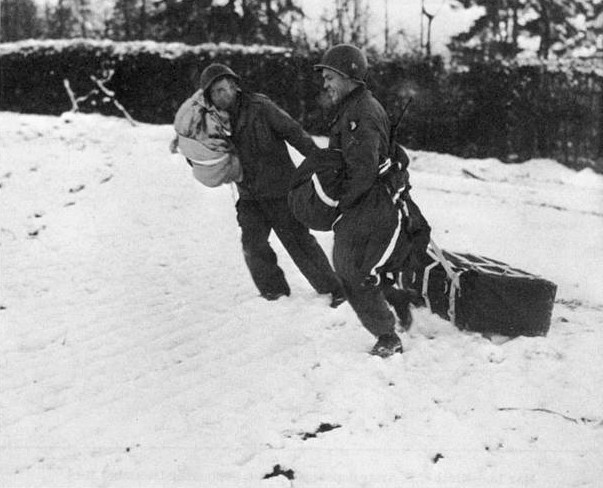
Доставка боєприпасів 101-й дивізії в ході облоги Бастоні

- 401-й планерно-десантний полк, розформований 1 березня 1945 у Франції
- 501-й парашутно-десантний полк, 1 травня 1944 — 9 травня 1945
- 502-й парашутно-десантний полк
- 506-й парашутно-десантний полк, 15 вересня 1943 — 1 березня 1945
- дивізійна артилерія
  - 321-й планерний дивізіон польової артилерії 75-мм гаубиць
  - 377-й парашутний дивізіон польової артилерії 75-мм гаубиць
  - 463-й парашутний дивізіон польової артилерії 75-мм гаубиць
  - 907-й планерний дивізіон польової артилерії 75-мм гаубиць
- 81-й зенітно-артилерійський дивізіон
- 326-й інженерний батальйон
- 326-та медична рота
- 101-ша ремонтна рота
- 101-ша рота зв'язку
- 101-й відділ контррозвідки
- Штаб, спеціальні війська
  - 801-ша ремонтно-артилерійська рота
  - 426-та квартирмейстерська рота
  - штабна рота дивізії
  - взвод військової поліції
  - розвідувальний взвод
  - оркестр

## Післявоєнний час
1 серпня 1945 501-й парашутно-десантний полк був передислокований до Франції, в той час, як решта дивізії залишалася в районі Целль-ам-Зеє та Капрун (провінція Зальцбург, західна Австрія). Незабаром 30 листопада 1945 дивізія була розформована.
За мужність та бойові подвиги у роки Другої світової війни 101-ша повітрянодесантна дивізія була нагороджена 4 почесними стрічками та 2 Відзнаками президента.
За роки війни дивізія втратила 1176 військових вбитими, 6 388 пораненими та 324 померлими від поранень.

### Відновлення
У 1948 році 101-ша дивізія було відновлено у форті Кемп Брекінрідж, штат Кентуккі та у 1950 знову розформовано. В 1954 дивізія знову відновлена у Форт-Джексоні, штат Південна Кароліна за скороченими штатами та згодом передислокована до Форту Кемпбелл, де зазнала реформування, перетворившись на повноцінну бойову дивізію. Дивізія отримала нову штатну структуру, так звану «пентомічну», маючи у своєму складі 5 бойових полкових груп, які мали походження з парашутно-десантних полків часів війни. Реорганізація тривала до квітня 1957 року й завершилася формуванням таких бойових груп:
- 2-га бойова повітрянодесантна група 187-го полку
- 1-ша бойова повітрянодесантна група 327-го полку
- 1-ша бойова повітрянодесантна група 501-го полку
- 1-ша бойова повітрянодесантна група 502-го полку
- 1-ша бойова повітрянодесантна група 506-го полку

Артилерія дивізія складалася з таких частин:
- Батарея D, 319-го артилерійського полку (парашутного)
- Батарея E, 319-го артилерійського полку (пар.)
- Батарея A, 321-го артилерійського полку (пар.)
- Батарея B, 321-го артилерійського полку (пар.)
- Батарея C, 321-го артилерійського полку (пар.)
- Батарея A, 377-го артилерійського полку (пар.)

Решта частин та підрозділів формували забезпечення та підтримку десанту.

### На захисті прав людини
У вересні 1957 року в місті Літл-Рок, штат Арканзас вибухнула міжрасова криза. Група студентів центральної вищої школи міста, з числа афроамериканців, зіткнулась з фактами відвертого расизму з боку представників білого населення міста на чолі з губернатором штату Орвалом Фаубусом, незважаючи на той факт, що було прийняте Верховним Судом США історичне рішення, яке визнавало таким, що суперечить Конституції Сполучених Штатів політики роздільного навчання чорношкірих та білих школярів. Після того, як криза в Літл-Року привернула увагу ЗМІ і викликала міжнародний резонанс, президент Дуайт Ейзенхауер направив до Літл-Рок федеральні війська. Хоча, на думку історика Тейлора Бранча, Ейзенхауер сам був «в душі прибічником сегрегації», йому довелося виконати вирішення суду.
24 вересня в місто було введено 1 200 солдатів 101-ї повітрянодесантної дивізії, що прибули з Форт Кемпбелла, штат Кентуккі. Десантники, перед якими розступалися натовпи, супроводжували дітей на дорозі в школу і охороняли їх в коридорах.

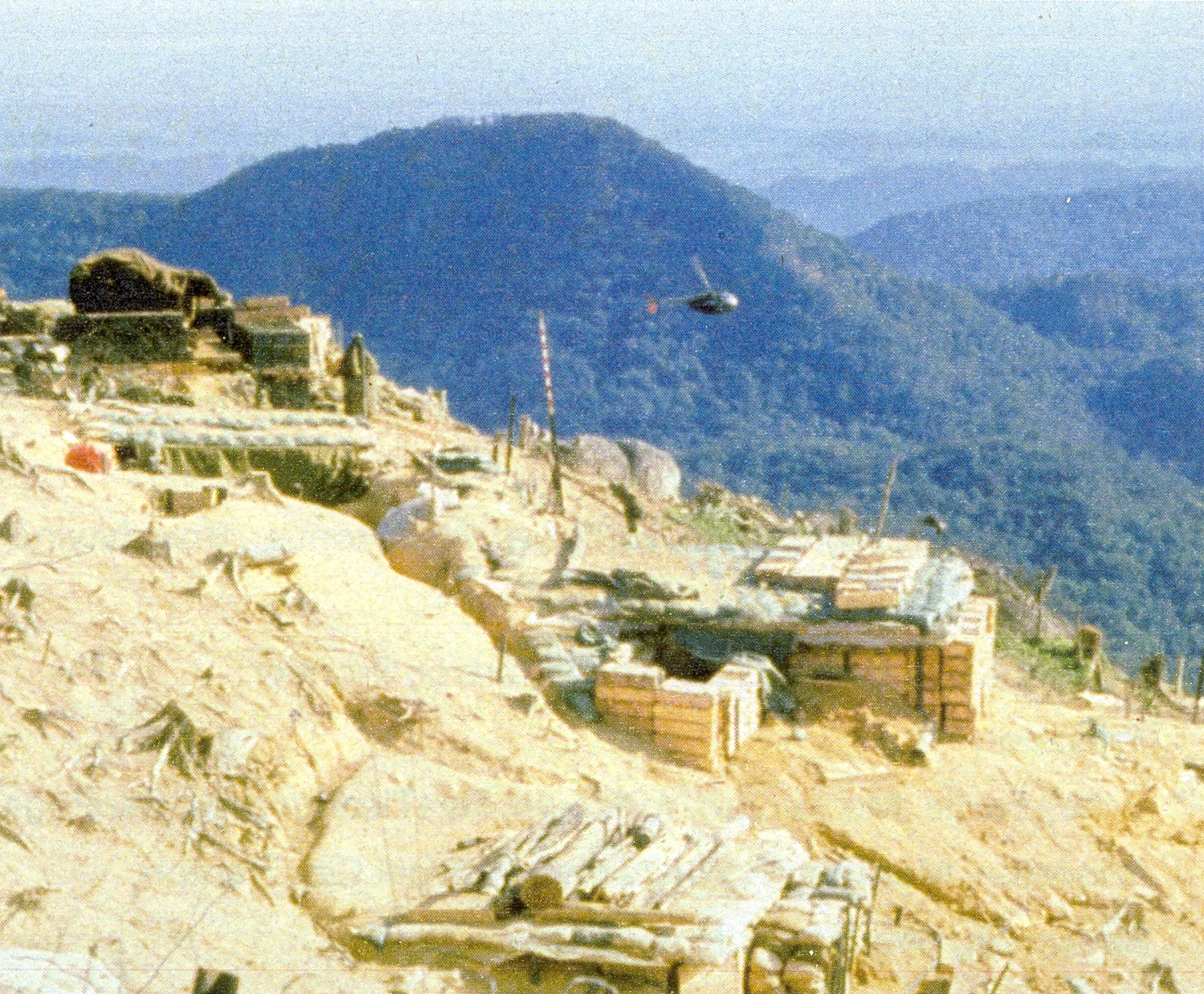
База вогневої підтримки Ріпкорд. В'єтнам

## Війна у В'єтнамі

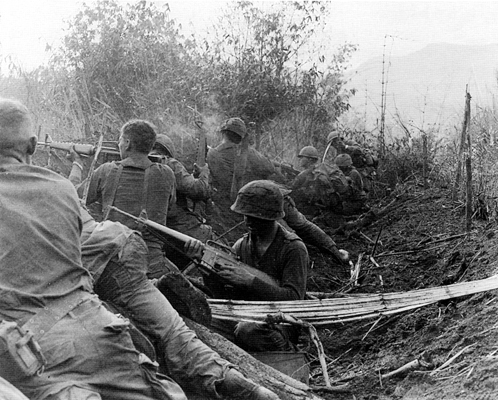
Солдати 1-ї бригади 101-ї дивізії в траншеях ведуть бій із В'єтконгом

У середині 1960-х 1-ша бригада з підрозділами підтримки була перекинута зі Сполучених Штатів до Південного В'єтнаму, незабаром до кінця 1967, до Індокитаю також була передислокована решта десантної дивізії. Дивізія увійшла до складу зони відповідальності I корпусу та отримала бойове завдання діяти на північному напрямку проти Народної армії В'єтнаму, чиї бойові підрозділи просочувалися крізь кордони з Лаосом. Протягом 7 років дивізія брала участь у бойових діях у 15 військових операціях. Серед них такі, як Битва за пагорб «Гамбургер» у 1969 та битва за базу Ріпкорд у 1970.

### Битва за базу Ріпкорд
12 березня 1970, 3-тя бригада 101-ї дивізії розпочала військову операцію з відновлення контролю та облаштування залишеної бази вогневої підтримки Ріпкорд, яка знаходилася на найбільшої відстані від районів базування головних сил американців та грала виключну роль у планах забезпечення бойових дій вертольотів. Застосування об'єктів та можливостей бази повинне було за планами американців відіграти значну роль у запланованому наступі, що мав за мету знищення прихованих гірських баз в'єтнамських партизан на східному краї долині А Шау. Проведення операції планувалося водночас з нанесенням ударів та бойовими діями на території сусідньої Кампучії, що було грубим порушенням норм міжнародного права, тому підготовка тривала в умовах суворої таємниці.
Розвідники Північно-В'єтнамської Народної Армії приховано спостерігали за діяльністю десантників у ході відновлення бази вогневої підтримки та в період з 12 березня по 30 червня 1970 року неодноразово здійснили спроби розвідкою боєм атакувати американців. Після тижнів підготовки в'єтнамці 1 липня несподівано розпочали повномасштабний штурм позицій десанту при підтримці мінометного вогню. Протягом 23 діб тривали запекли бої між воїнами 101-ї дивізії та Північно-В'єтнамської Народної Армії. Ця битва стала останньою масштабною сутичкою В'єтнамської війни, що трапилася між регулярними формуваннями американської армії та в'єтнамськими військами.
Протягом 23 діб, дивізія вела постійні бойові дії в умовах облоги, за цей час 75 солдат дивізії було вбито, у тому числі загинув командир 2-го парашутно-десантного батальйону 506-го полку полковника Андре Лукаса, хто посмертно був нагороджений медаллю Пошани. Всього за час операції, включаючи облогу, загинуло 250 військовиків дивізії.
Утримуючи чотири пануючі висоти, в умовах оточення з усіх сторін переважаючими силами противника, які сягали співвідношення 1 до 10, що намагалися захопити важливу висоту, де розміщувалася база вогневої підтримки, десантники спромоглися відбити усі атаки північнов'єтнамських військ, проте вимушені були залишити об'єкт. Спричинив серйозні втрати військам ворога, дивізія 23 липня 1970 року повітрям покинула базу під безперервним мінометним обстрілом та вогнем стрілецької зброї. Після того, як десант залишив свої позиції стратегічні бомбардувальники В-52 здійснили «килимове бомбардування» бази вогневої підтримки Величезні втрати серед солдат північнов'єтнамської армії у ході облоги бази Ріпкорд спричинили затримку з початком «Великоднього наступу» майже на рік..

«Десантно-штурмовий знак»

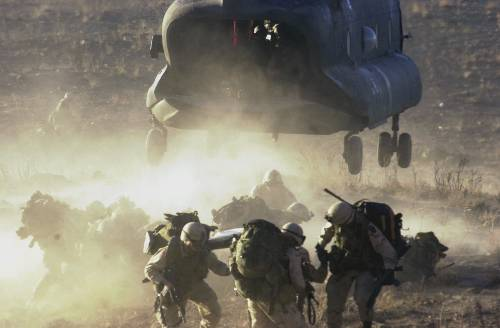
Солдати 101-ї пдд під час проведення операції в Афганістані

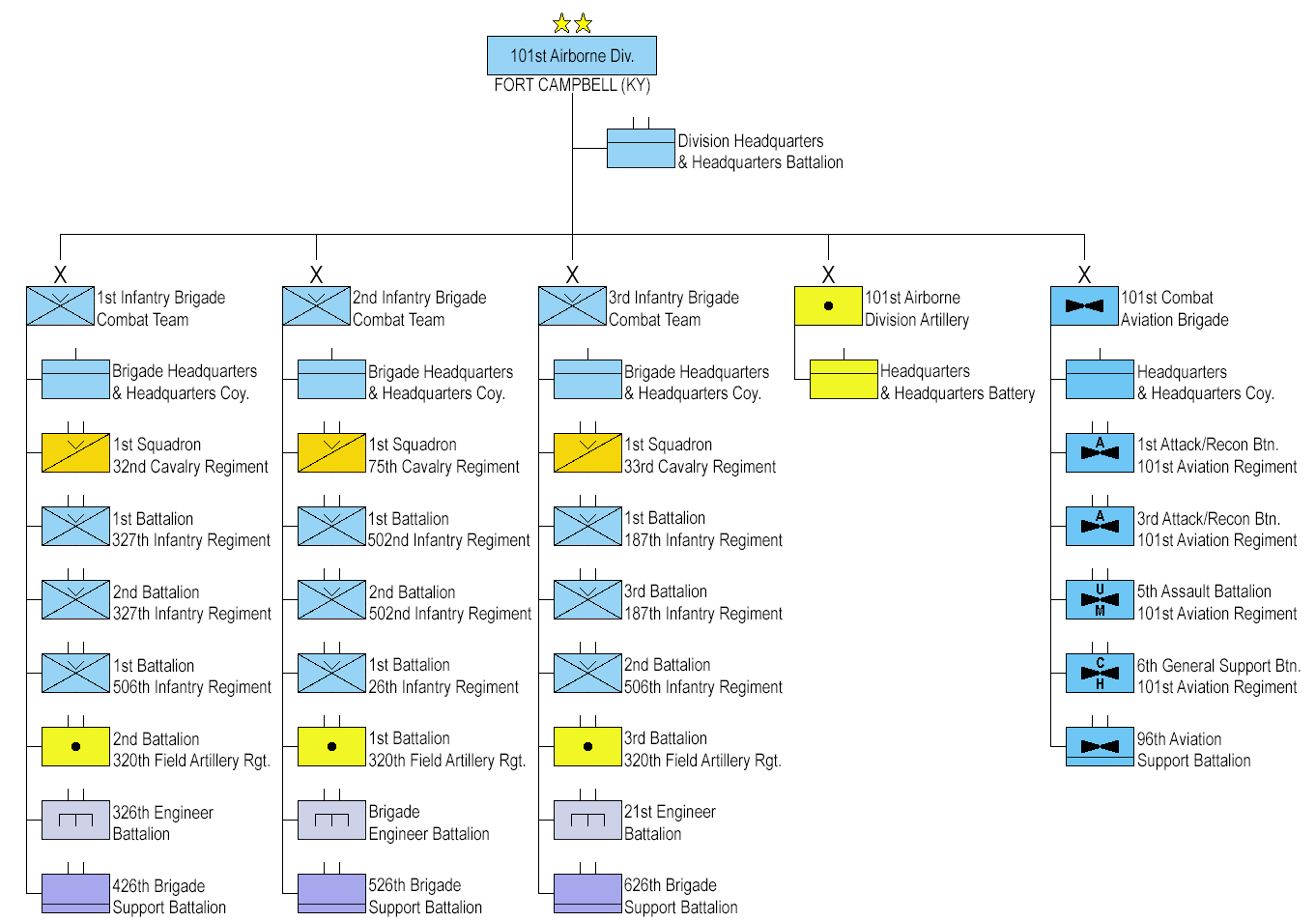
Організаційно-штатна структура 101-ї дивізії

### Підсумки В'єтнамської війни
У 1971 році, підрозділи 101-ї дивізії узяли остаточну участь у бойових діях, здійснюючи часткову підтримку військової операції проведеної армією Південного В'єтнаму під кодовою назвою «Лам Сон 719» — операції по вторгненню у південний Лаос.
За сім років бойових дій у В'єтнамі дивізія втратила 4 011 чоловік загиблими та 18 259 пораненими. Втрати у В'єтнамської війні майже вдвічі перевішували втрати Другої світової війни, а за кількістю загиблих дивізія займала 3-тє місце серед формувань сухопутних військ після 1-ї кавалерійської (5 464) та 25-ї піхотної дивізій (4 561). Ймовірно, якби дивізія у 1965 увійшла до Індокитаю в повному складі, як це сталося з 1-ю кавалерійською та 25-ю піхотною, її втрати були б набагато більше.

## Після В'єтнаму
У 1968 році 101-ша повітрянодесантна дивізія перейшла на штати аеромобільної (десантно-штурмової) дивізії. Після повернення з війни, дивізіонна основа зазнала деяких змін. 3-тя парашутно-десантна бригада з низкою підрозділів забезпечення продовжувала виконувати роль повітряного десанту, інтенсивно займаючись повітрянодесантною підготовкою, решта бригад та формувань була реорганізована в аеромобільні формування.
На початку 1974 року командування армії США ліквідувало остаточно статус повітрянодесантної частини для усієї дивізії, за невеликим винятком для «патфайндерів» та фахівців повітрянодесантної служби. Водночас для військовослужбовців дивізії був введений новий нагрудний знак відзнаки — «аеромобільний знак», який пізніше був перейменований у десантно-штурмовий знак армії США. Дизайн знаку базувався на нагрудному знаку часів Другої світової війни — знаку десантників-планеристів.
Спочатку знак призначався для вручення лише особовому складу 101-ї аеромобільної дивізії, проте з 1978 року отримав офіційного статусу для вручення військовослужбовцям, що брали участь в аеромобільних операціях.
На початку 1970-х до дивізійної форми одягу був доданий новий атрибут — блакитний берет. Але його носіння було скасовано наприкінці 1979 року.
У вересні 1980, 1-й батальйон 502-го парашутного полку 2-ї бригади дивізії був посланий до Єгипту з миротворчою місією під назвою «Яскрава Зірка-80».
12 грудня 1985 року дивізія зазнала серйозної втрати. Цивільний літак рейсу «Ерроу Ейр Флайт 1285» (англ. Arrow Air Flight 1285), що займався перекиданням особового складу дивізії, що брала участь у миротворчій місії Багатонаціональні сили і спостерігачі на Синайському півострові, під час перельоту до Кентуккі, зазнав авіакатастрофи біля Гандера, Ньюфаундленд. Усі 8 членів екіпажу та 248 десантників дивізії зі складу 502-го полку загинули на місці.
8 березня 1988 року трапилася інша катастрофа; два вертольоти дивізії зіткнулися у повітрі над Фортом Кемпбелл, що спричинило загибель 17 військових.

## Війна в Перській затоці

Наземна операції «Буря в пустелі». 101-ша дивізія, разом з 82-ю дивізією, знаходилася на лівому фланзі оперативного шикування угруповання

У січні 1991 року 101-ша дивізія брала активну участь в подіях цієї війни в Іраку, не втративши жодного солдату та за час боїв протягом 100 годин захопивши у полон кілька тисяч військовополонених. Бойові вертольоти АН-64 взяли участь у перших бойових зіткненнях, влучно знищивши 2 іракські станції раннього спостереження.
Пізніше дивізія виконувала завдання щодо надання гуманітарної допомоги у Руанді, Сомалі та відіграла миротворчу роль на Гаїті та у Боснії.

## Косово
У серпні 2000 року, 2-й батальйон 327-го парашутного полку 101-ї дивізії було перекинуто з Форту Кемпбелл до Косово, де його було включено до складу сил КФОР. Згодом він забезпечував проведення загальних виборів у Косово у жовтні 2000 року. Водночас, протягом вересня-жовтня 2000 року, 3-й батальйон цього ж полку брав активну участь у гасінні пожеж, що тривали у національному парку Біттеррут в Монтані.

## Війна в Афганістані
101-ша дивізія стала першим з'єднанням регулярних збройних сил, що вступила в боротьбу на території Афганістану в ході Глобальної війни з тероризмом. Основні підрозділи 2-ї бригади (502-й полк «Страйк») базувалися на той час на території Косово, виконуючи завдання у складі миротворчої місії КФОР. Після теракту 11 вересня 2001 року, 3-й батальйон разом з підрозділами 5-ї групи спеціальних операцій було перекинуто до зони відповідальності Центрального Командування ЗС США на Близький Схід. Незабаром, 3-тя бригада (187-й полк «Раккасан») була передислокована до Афганістану, де брала участь у бойових діях в горах східного Афганістану Шох-і-Хот, в тому числі у взаємодії з військами 10-ї гірсько-піхотної дивізії в операції «Анаконда». Протягом тривалого часу бойові підрозділи 101-ї дивізії брали активну участь у веденні бойових дій на території цієї країни, змінюючи одне одного. Так, у 2008 році, 4-та бригадна бойова група «Куррахі» разом зі 101-ю бригадною бойовою авіаційною групою була розгорнута в районі авіабази Баграм. 159-та бригадна бойова авіаційна група прибула до Афганістану на початку 2009 року. У березні 2010 знову була перекинута в район Кандагару 101-ша бригадна бойова авіаційна група.

## Війна в Іраку
Під час війни в Іраку в 2003 році, дивізія під командуванням генерал-майора Девіда Петреуса у складі V корпусу брала саму активну участь у вторгненні. 3-й батальйон 187-го полку підтримував дії 3-ї піхотної дивізії й діяв в районі міжнародного аеропорту імені Саддама Хусейна. По завершенні бойових дій, частини дивізії увійшли до складу коаліційних окупаційних військ, з головною базою в районі Мосула.
Після виконання завдань, на початку 2004 року, 101-ша дивізія була замінена та перекинута до пункту постійної дислокації. Незабаром дивізія зазнала період модернізації та трансформації, перетворивши, відповідно до нової програми розвитку сухопутних військ Сполучених Штатів, свої парашутні, артилерійську та бригаду армійської авіації на бойові бригадні групи. Водночас, до складу дивізії увійшла четверта бойова бригадна група, основа якої була створена за рахунок 1-го та 2-го парашутних батальйонів 506-го полку («Куррахі»), які були деактивовані після завершення В'єтнамської війни в рамках масштабного скорочення Збройних сил США.
Таким чином, реформування дивізії завершилося створенням нового типу бойового формування, яке мало у своєму складі 7 бойових одиниць: 4 бойові парашутно-десантні бригадні групи, 2 бойові бригадні групи армійської авіації та 1 групу бригадної підтримки, перетворивши 101-шу дивізію на найбільше військове з'єднання сучасної армії США.

## У мистецтві

### Кінематограф
- В американському фільмі жахів 2018 року режисера Джуліуса Ейвері «Оверлорд», головними героями є парашутисти зі складу 506-го полку 101-шої повітрянодесантної дивізії. Події у стрічці відбуваються напередодні реальної операції «Оверлорд» яка почалася 6 червня 1944 року. На приналежність військовиків вказує нарукавна нашивка з орлом (дивізія), та карточна масть «піка» (полк) на шоломі.